# Stadler Rail
Stadler Rail AG je švicarski proizvajalec železniških vozil s sedežem v mestu Bussnang. Osredotoča se na proizvodnjo potniških garnitur, vozil za mestno železnico in lokomotiv. Proizvaja tudi železniška vozila po meri in za vožnjo po zobati železnici.
Stadler je organiziran kot holding več hčerinskih podjetij s sedeži v Alžiriji, Avstriji, Belorusiji, na Češkem, v Italiji, na Madžarskem, v Nemčiji, na Nizozemskem, Poljskem, v Španiji in Švici.